# کمیرا

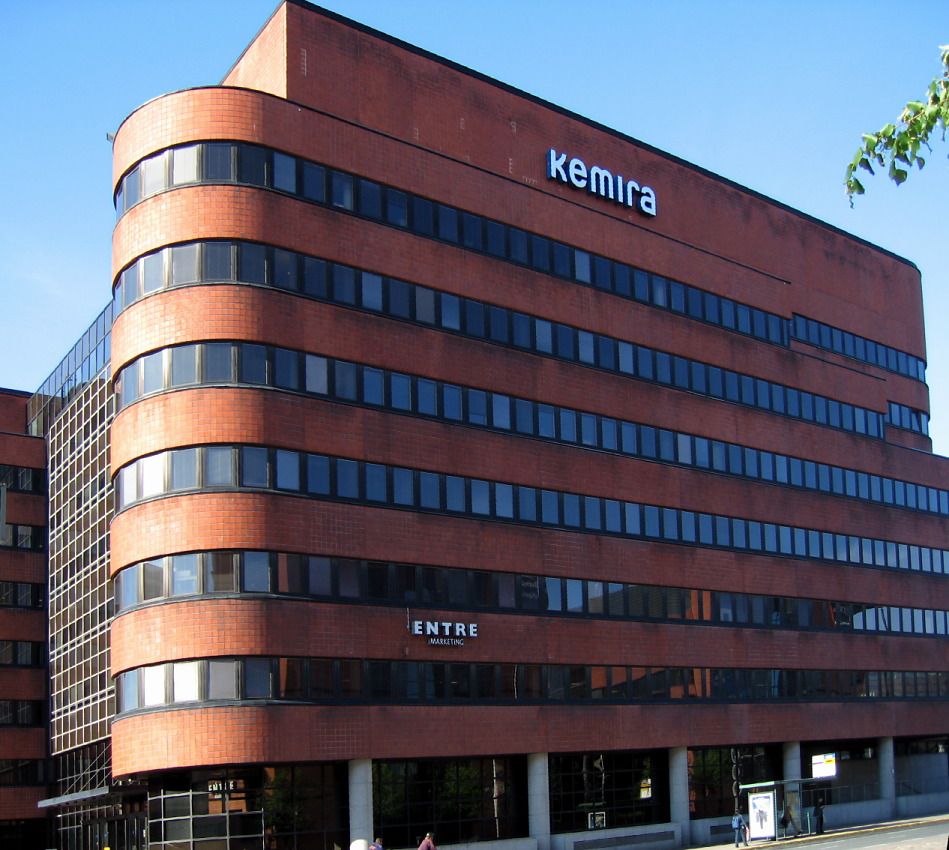
دفتر مرکزی کمیرا، در شهر هلسینکی

کمیرا (به فنلاندی: Kemira) شرکت شیمیایی فنلاندی است، که از ۳ بخش اصلی تشکیل شده است. دفتر مرکزی آن در شهر هلسینکی، فنلاند مستقر می‌باشد.
خانواده پاسیکیوی از طریق شرکت سرمایه‌گذاری اوراس ۱۷٫۱٪ درصد از سهام این شرکت را در اختیار دارند و دولت فنلاند نیز مالک ۱۶٫۵٪ درصد از سهام شرکت کمیرا می‌باشد. بخشی از سهام این شرکت در بازار بورس اوام‌اکس هلسینکی معامله می‌شود.